# Zahrádky (Boêmia do Sul)
Zahrádky é uma comuna checa localizada na região da Boêmia do Sul, distrito de Jindřichův Hradec.